# ОШ „Милош Обреновић” Аранђеловац
ОШ „Милош Обреновић” Аранђеловац је најстарија градска школа у Аранђеловцу.